# Xã Georgetown, Quận Clay, Minnesota
Xã Georgetown (tiếng Anh: Georgetown Township) là một xã thuộc quận Clay, tiểu bang Minnesota, Hoa Kỳ. Năm 2010, dân số của xã này là 156 người.